# Kustormörn
Kustormörn (Circaetus fasciolatus) är en hökfågel i familjen hökar. Den förekommer i östra Afrikas kusttrakter.

## Utseende
Kustormörnen är en liten (60 cm) ormörn med bandad undersida och tre vita tvärband på den relativt långa stjärten. Ovansidan är mörkbrun och undersidan rostbrun, nedanför bröstet vitbandad. Ansiktet är grått. Ungfågeln är svartstreckat vit under. Vaxhuden är gul, liksom benen. Liknande flodormörnen har endast ett vitt tvärband på den kortare stjärten och är i mindre utsträckning tvärbandad undertill.

## Utbredning och systematik
Fågeln förekommer främst utmed kusten från södra Somalia till östra Sydafrika. Den behandlas som monotypisk, det vill säga att den inte delas in i några underarter.

## Status
Kustormörnen är en fåtalig fågel, med en uppskattad världspopulation på endast mellan 1 000 och 3 000 individer. Den tros dessutom minska i antal till följd av habitatförlust. Internationella naturvårdsunionen IUCN kategoriserar därför arten som nära hotad.